# 加地信実
加地 信実（かじ のぶざね）は、鎌倉時代前期から中期にかけての武将。佐々木盛綱の嫡男。佐々木 信実とも記される。鎌倉幕府御家人。越後国加地荘地頭、備前国守護。

## 生涯
父盛綱は平氏追討に功をたて越後国加地荘（現在の新潟県新発田市）を賜り土着し、加地氏の祖となった。
15歳の時の建久元年（1190年）7月20日、大倉御所での双六の催しの最中に工藤祐経に侮辱を受けて激高し、祐経の額に石礫を叩きつけて流血へと至る事件を起こし、父の盛綱に義絶された。
承久の乱では、承久3年（1221年）5月29日、酒匂家賢ら後鳥羽上皇派が越後の願文山城（現在の新潟県新発田市）に立て籠もり、この追討軍の大将に任ぜられ幕府軍総大将である北条朝時を補佐して籠城軍を破った。その後結城朝広とともに北陸道の軍勢の上洛を指揮した。
この功により、承久3年（1221年）に備前国守護に補される。寛仁元年（1243年）に死去。享年は68であったとされる。
子孫は磯部氏、倉田氏、新発田氏、竹俣氏となり、揚北衆として上杉謙信の家臣となった。